# سیارک ۲۲۱۹۹
سیارک ۲۲۱۹۹ (به انگلیسی: 22199 Klonios، نامگذاری:4572P-L) بیست و دو هزار و صد و نود و نهمین سیارک کشف شده‌است که در ۲۴ سپتامبر ۱۹۶۰ کشف شد.
قدر مطلق سیارک برابر ۱۱٫۸۰ است.